# Burgstall Racklburg
Der Burgstall Racklburg bezeichnet eine abgegangene Höhenburg in der Flur „Am Berg“ im Nordosten des Ortsteils Oberrohrenstadt der Gemeinde Berg bei Neumarkt in der Oberpfalz im Oberpfälzer Landkreis Neumarkt in der Oberpfalz von Bayern. Die Anlage wird als Bodendenkmal unter der Aktennummer D-3-6634-0011 im Bayernatlas als „Wallanlage vor- und frühgeschichtlicher oder mittelalterlicher Zeitstellung“ geführt.

## Geschichte

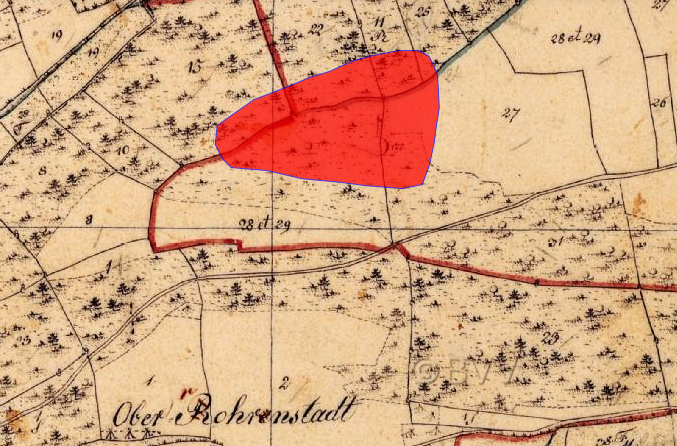
Lageplan des Burgstalls Racklburg auf dem Urkataster von Bayern

In dem Burgstall wird der Stammsitz des seit dem 13. Jahrhundert nachgewiesenen Ortsadelsgeschlechts der Rornstatt gesehen, ein Ministerialengeschlecht der Grafen von Hirschberg. Diese haben ihren Sitz im 15. Jahrhundert nach Schloss Oberrohrenstadt verlegt. Vermutlich wurde die Burg Racklberg im Landshuter Erbfolgekrieg 1504/05 zerstört und danach nicht mehr aufgebaut.